# Richings Park
Richings Park är en by i Buckinghamshire i England. Orten har 1 699 invånare (2001).